# Сусамі
Сусамі (яп. すさみ町, すさみちょう, сусамі тьо ) — містечко в Японії, у південній частині префектури Вакаяма.